# Washington (1952–2010)
Washington, właśc. Washington Luís de Paulo (ur. 19 czerwca 1952 w Bauru, zm. 15 lutego 2010 tamże) – piłkarz brazylijski, występujący na pozycji pomocnika.

## Kariera klubowa
Karierę piłkarską Washington rozpoczął w rodzinnym Bauru, gdzie grał w klubiach Noroeste Bauru i Bauru AC. Później występował w Guarani FC. W Guarani 26 sierpnia 1973 w zremisowanym 1-1 meczu z Nacionalem Manaus Washington zadebiutował w lidze brazylijskiej. W 1974 krótko występował w Corinthians Paulista. W latach 1975–1976 występował we Vitórii Salvador a w 1977 w Coritibie.
W latach 1978–1980 występował w Ferroviárii Araraquara. W 1982 był zawodnikiem EC Bahia, z którą zdobył mistrzostwo stanu Bahia – Campeonato Baiano. W latach 1982–1985 występował w Goiás EC. Z Goiás zdobył mistrzostwo stanu Goiás – Campeonato Goiano w 1983. W barwach Goiás 19 kwietnia 1984 w przegranym 1-2 meczu z Athletico Paranaense Washington po raz ostatni wystąpił w lidze brazylijskiej. Ogółem w lidze brazylijskiej wystąpił w 104 spotkaniach i strzelił 16 bramek. Karierę zakończył w Marcílio Dias Itajaí w 1986.

## Kariera reprezentacyjna
W 1972 roku Washington uczestniczył w Igrzyskach Olimpijskich w Monachium. Na turnieju Washington wystąpił we wszystkich trzech meczach grupowych reprezentacji Brazylii z Danią, Węgrami i Iranem.